# Махідевран-султан
Ґюльбахар Махідевран-султан (тур. Gülbahar Mahidevran Sultan; 1500— 3 лютого 1580/1581, Бурса, Османська імперія) — головна наложниця[⇨] османського султана Сулеймана I Пишного. Мати шехзаде Мустафи.

## Титулування
Частина істориків схиляється до того, що Махідевран мала титул «султан», інша частина до того, що вона носила неофіційний титул «кадин». Згідно з Леслі Пірс, Махідевран носила титул «хатун», оскільки до укладення шлюбу між Сулейманом I і Хюррем та створення згодом титулу «хасекі-султан» усі наложниці султанів носили титул «хатун».

## Походження
За однією з версій Махідевран була черкеського походження; за деякими даними вона належала до знатного княжого бесленеївського роду Канукових і була сестрою старшого князя Маашука Канукова. В інших джерелах пишеться про албанське , чорногорське й абхазьке  походження Махідевран. У різних гаремних документах її батьком значаться Абдуррахман і Абдюлменнан;  у документах, що стосуються тюрбе шехзаде Мустафи в Бурсі, батьком Махідевран записаний деякий Абдулла.

## Наложниця Сулеймана І
В 10 років увійшла до гарему шехзаде Сулеймана, де проходила спеціальне навчання. За свою красу отримала ім'я Ґюльбахар (весняна троянда). Входила в число сімнадцяти наложниць Сулеймана під час перебування його на посаді санджакбея Маніси; в той час вона не належала до числа головних наложниць шехзаде і, як і дві інші фаворитки Сулеймана, отримувала платню тільки 4 акче в день (три головних наложниці отримували на один акче більше). В 1515 році народила первістка Мустафу, після чого отримала ім'я Махідевран (місячна пані).
Після смерті Селіма I Грізного в 1520 році, Сулейман вирушив до Стамбулу щоб сісти на престол. У тому ж році шехзаде Махмуд та шехзаде Мурад померли від віспи.
У султанському гаремі Махідевран мала дуже впливову суперницю Хюррем Султан (в Європі відома як Роксолана), яка була улюбленицею султана. У 1521 році Хюррем народила першу дитину – шехзаде Мехмеда; у 1522 році народився Абдулла. У 1524 році Хюррем народила ще одного сина – шехзаде Селіма. Махідевран втратила позицію матері єдиного спадкоємця престолу. Зрештою, як повідомив посол П’єтро Брагадін, єдиною радістю Махідевран був її син Мустафа.
Чим більше синів народжувала Хюррем, тим більшого впливу на султана вона отримувала. Мати султана, Хафса Султан, намагалася придушити суперництво між двома наложницями сина, проте успіху не досягла. За повідомленнями венеційського посла Бернардо Наваджеро за 1533 рік, боротьба між жінками вилилася в бійку, в якій Хюррем виявилася постраждалою стороною; результатом бійки стало віддалення Махідевран від султана. У 1533 році султан відправив Махідевран з дітьми в Манісу. Невдовзі після цього Хюррем стала законною дружиною султана, сама Махідевран втратила статус головної дружини.

## Під час правління Мустафи в Манісі і Амасьї
Згідно з османськими традиціями, всі спадкоємці повинні були працювати намісниками провінцій (частина їхнього навчання). Старший син і спадкоємець престолу найчастіше ставав губернатором Маніси. В обов'язки матері спадкоємця входив супровід сина в провінцію і управління його гаремом. Мустафа відбув до Маніси разом з матір'ю у 1533 році після урочистої церемонії. Один з венеційських дипломатів в 1540 році описував двір шехзаде і роль при дворі його матері так: «Цей дивовижний і блискучий двір [був] не менше, аніж [двір] його батька» і «мати його, яка була з ним, наставляла як домогтися любові народу». У 1541 році через переговори шехзаде Мустафи з австрійським послом Сулейман остаточно віддалив від себе сина і перевів його на пост губернатора Амасьї, посадивши в Манісі старшого сина Хюррем, шехзаде Мехмеда. 
Шехзаде Мехмед помер в 1544 році і Махідевран розраховувала, що Мустафа повернеться в Манісу, однак султан відправив туди іншого сина Хюррем— шехзаде Селіма. Ще один син Хюррем, Баязид, був відправлений спочатку до Коньї, а потім і в Кютаг'ю, які також були ближче до Стамбулу, ніж Амасья. У ситуації, коли з трьох претендентів на престол двоє були синами Хюррем-султан, життю Мустафи загрожувала небезпека: у 1553 році Наваджеро писав, що «мати Мустафи прикладає багато зусиль, щоб уникнути отруєння її сина… і він має безмежну повагу і благоговіння перед нею».
Мустафа був вельми популярний в народі. Коли йому було дев'ять років, венеційський посол писав: «У нього є винятковий талант, він буде воїном, що так люблять яничари, і зробить великі подвиги». У 1553 році, коли Мустафі було 38 років, Наваджеро писав, що «неможливо описати наскільки він улюблений і також бажаний як спадкоємець престолу». Чутки і спекуляції того часу говорили, що до кінця правління Сулеймана I боротьба за трон між його синами стала очевидною. Окрім того, Хюррем і її зять, великий візир Рустем-паша, налаштовували султана проти Мустафи, звинувачуючи його в змові проти нього і організації заворушень з метою повалення Сулеймана I. У 1553 році шехзаде Мустафа був страчений за звинуваченням у змові проти свого батька. 
До кінця життя сина Махідевран намагалася захистити його від політичних ворогів і, швидше за все, організувала і підтримувала велику мережу інформаторів для цієї мети. Посол Тревізано в 1554 році писав, що в день страти сина Махідевран послала Мустафі записку з попередженням, що батько хоче його вбити, але Мустафа проігнорував застереження матері і друзів.

## Вдівство
Після смерті сина Махідевран прожила туманне життя. Вона поїхала до Бурси та, як зазначено в гаремних книгах, довгий час жила у бідності і мала багато боргів. Згодом новий султан Османської імперії Селім II, який зійшов на престол у 1566 році, призначив їй пенсію. Махідевран-султан померла 3 лютого 1580/1581 року і була похована в мечеті Мурадіє поруч зі своїм сином.

## Діти
Махідевран була матір'ю декількох шехзаде, включаючи Мустафу (1515—1553), Абдуллу (помер у дитинстві, його матір'ю також вважається Хюррем-султан) і, ймовірно, Ахмеда. Можливо, також донькою Махідевран була Разіє-султан.

## Втілення у кіно
- В українському серіалі «Роксолана», який було знято в 1996—2003 рр., роль Махідевран виконує акторка Наталія Гончарова.
- В турецькому серіалі «Хюррем Султан», який було знято в 2003 р., роль Махідевран виконує акторка Хатідже Аслан.
- В турецькому серіалі «Величне століття. Роксолана», зйомки якого розпочались у 2011 році, роль виконує акторка Нур Феттахоглу.